# Numa Donzé

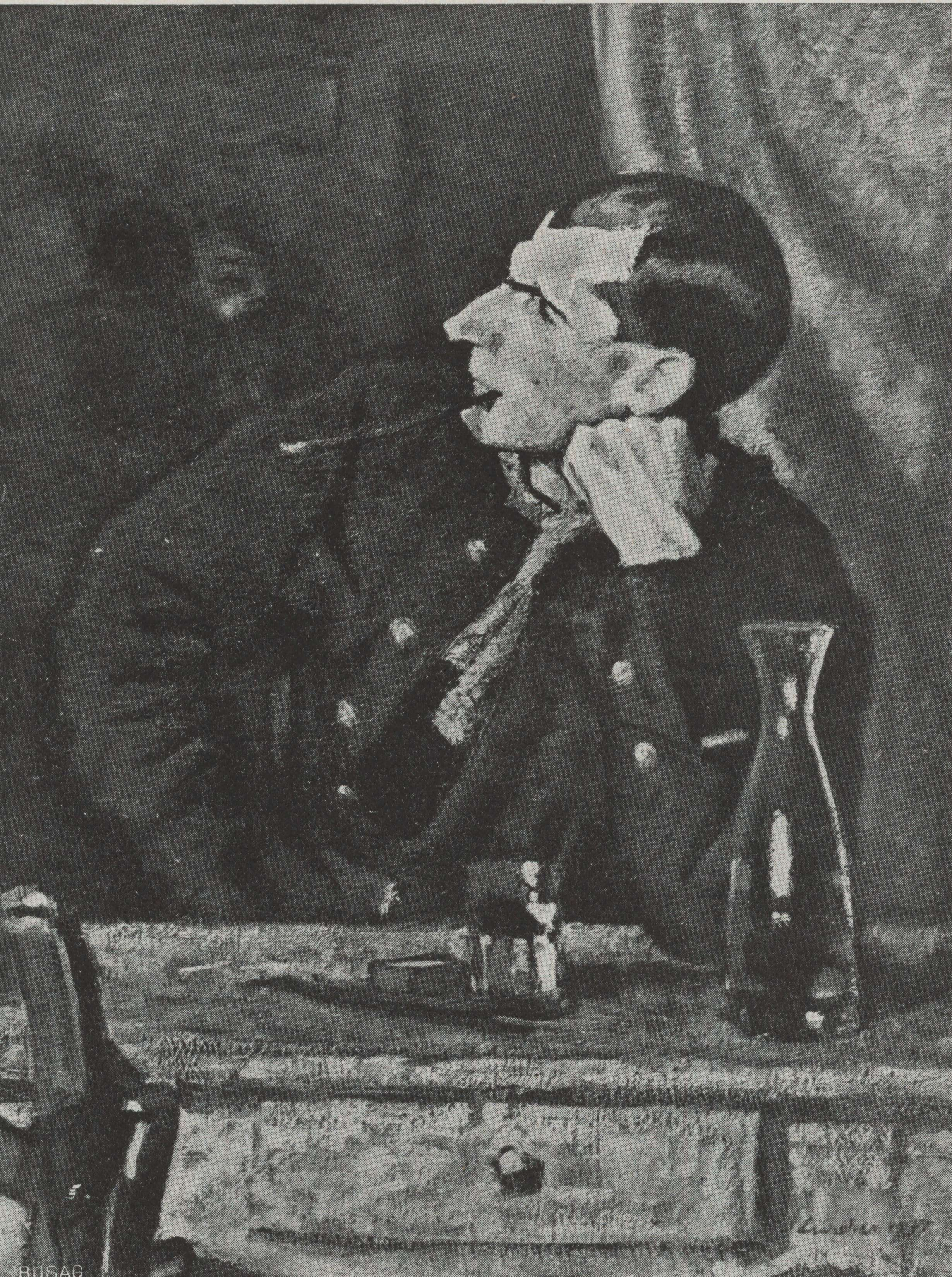
Numa Donzé als Soldat (1917)

Numa Donzé (* 6. November 1885 in Basel; † 25. Oktober 1952 in Riehen) war ein Schweizer Kunstmaler.

## Leben und Werk

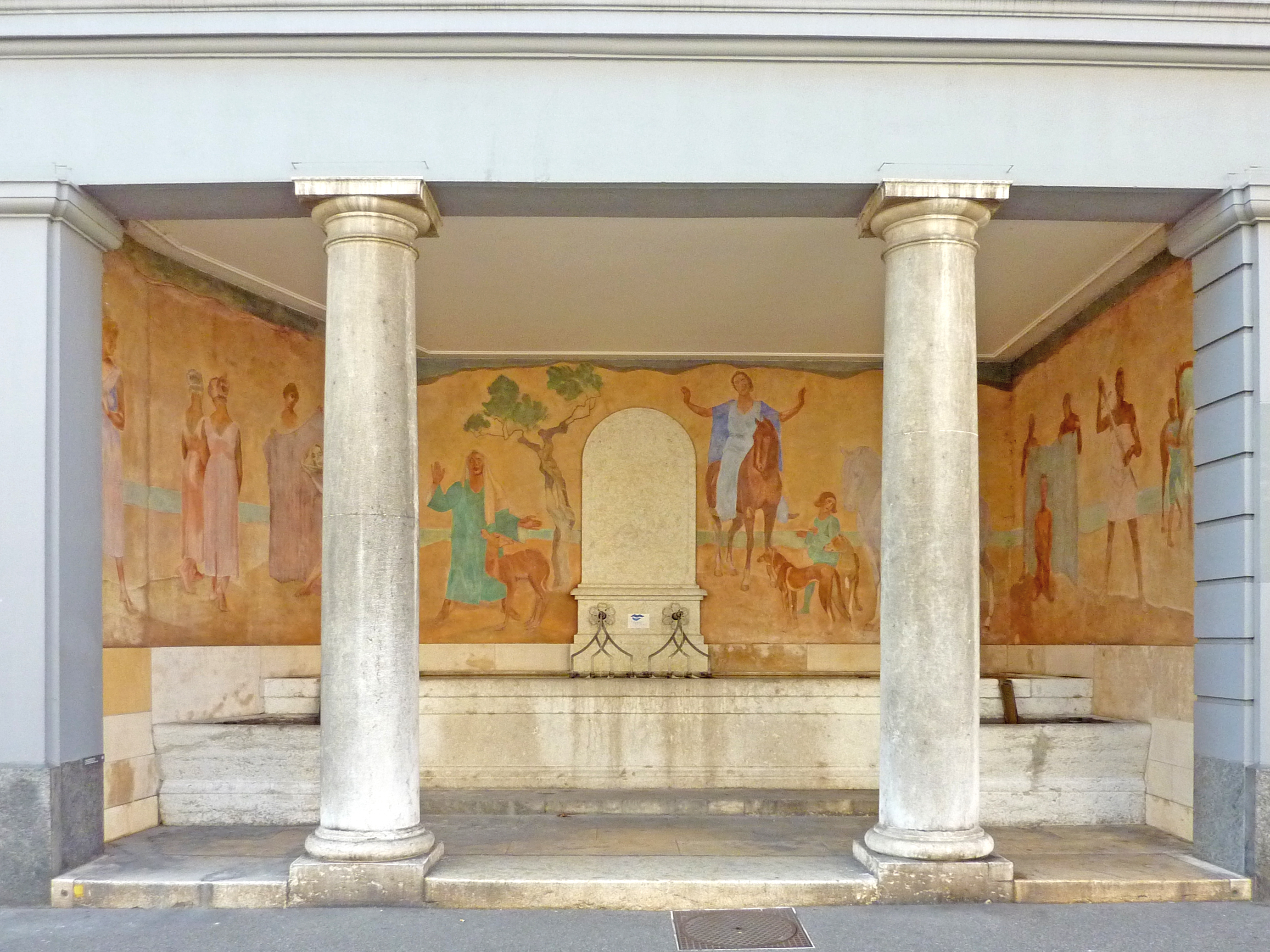
Fresko Johannes der Täufer, Spalenbergbrunnen

Vom Künstler selbst gestaltetes Plakat zur Retrospektive in der Kunsthalle Basel 1936

Numa Donzé war der Sohn von Charles Gustave Donzé (1838–1921), der gebürtig von Les Breuleux war. Dieser war in erster Ehe mit der Witwe Elisabeth Jetzier, geborene Klein, verheiratet. Zusammen hatten sie drei Kinder. Als seine Frau 1879 verstarb, heiratete der Vater Wilhelmine Klingele (1847–1917), die ursprünglich aus Fahrnau im Wiesental stammte. So wuchs Donzé mit seiner Schwester Valerie und drei Stiefgeschwistern am Steinengraben in Basel auf.
Donzés Zeichentalent wurde früh erkannt und von seinen Eltern gefördert. Nach Abschluss der obligatorischen Schulzeit besuchte er die Allgemeine Gewerbeschule in Basel und nahm Unterricht bei Fritz Schider und Rudolf Löw.
Wie viele Basler Künstler studierte Donzé in München bei Heinrich Knirr und reiste 1905 mit einem deutschen Malerfreund nach Rom. 1906 entstand Donzés Meisterwerk Die Befreiung, eine sehr eigenwillige Interpretation der Ritter-Georg-Legende, in der er nicht den Befreier, sondern die Befreite in den Vordergrund rückte.
Donzés Frühwerk umfasste u. a. die Rhein- und Provence-Landschaften, die ihm bereits als Zwanzigjährigem Beachtung einbrachten. Während und nach dem Ersten Weltkrieg bildete Donzé zusammen mit Otto Roos, Paul Basilius Barth, Jean-Jacques Lüscher, Heinrich Müller, Otto Klein  und Karl Theophil Dick die lose Basler Künstlergruppe der dunkeltonigen Maler. Diese als «Basels klassische Malergeneration» bezeichnete Künstlergruppierung war für die Basler Kunstinteressierten eine revolutionäre Entdeckung. Der Durchbruch gelang der Gruppe 1907 mit einer gemeinsamen Ausstellung in der Kunsthalle Basel. Die Künstler pflegten einen freundschaftlichen Austausch mit der 1918 gegründeten Basler Künstlergruppe Das neue Leben und mit der Künstlergruppe «Rot-Blau» und beeinflussten die Entwicklung der Basler Malerei nach der Jahrhundertwende bis in die 1920er Jahre massgeblich.
Ende 1907 reiste Donzé nach Paris, wo er sich für Gustave Courbet, Paul Cézanne und Paul Gauguin begeisterte. In einem alten Kloster des Montmartre teilte er sich das Atelier mit Jean-Jacques Lüscher und lebte, unterbrochen von zwei Aufenthalten in der Provence, bis 1910 in Paris.
Von 1910 bis 1915 entstanden bedeutende Elsässer Kanallandschaftsbilder und Rheinlandschaftsbilder sowie grosse Wandgemälde, u. a. das Wandbild Allegorie des Lebens (Selbstportrait als Krieger mit Braut, vom Tode gesegnet) an der Fassade der Basler National-Zeitung.

Ab 1914 war Donzé für vier Jahre als Grenzsoldat im Aktivdienst. Von 1920 bis 1930 war er vorwiegend als Auftragskünstler tätig. So schuf er im Auftrag des neu gegründeten Kunstkredits Basel-Stadt u. a. von 1919 bis 1922 das Wandbild Johannes der Täufer. Dieses stellt Ausschnitte aus dem Leben von Johannes dem Täufer dar und ist in der Nische des Spalenbergbrunnens zu sehen. Zusammen mit Paul Basilius Barth und dessen Sohn Heinrich Barth (1907–1958) reiste er 1922 nach Algerien bis Biskra.

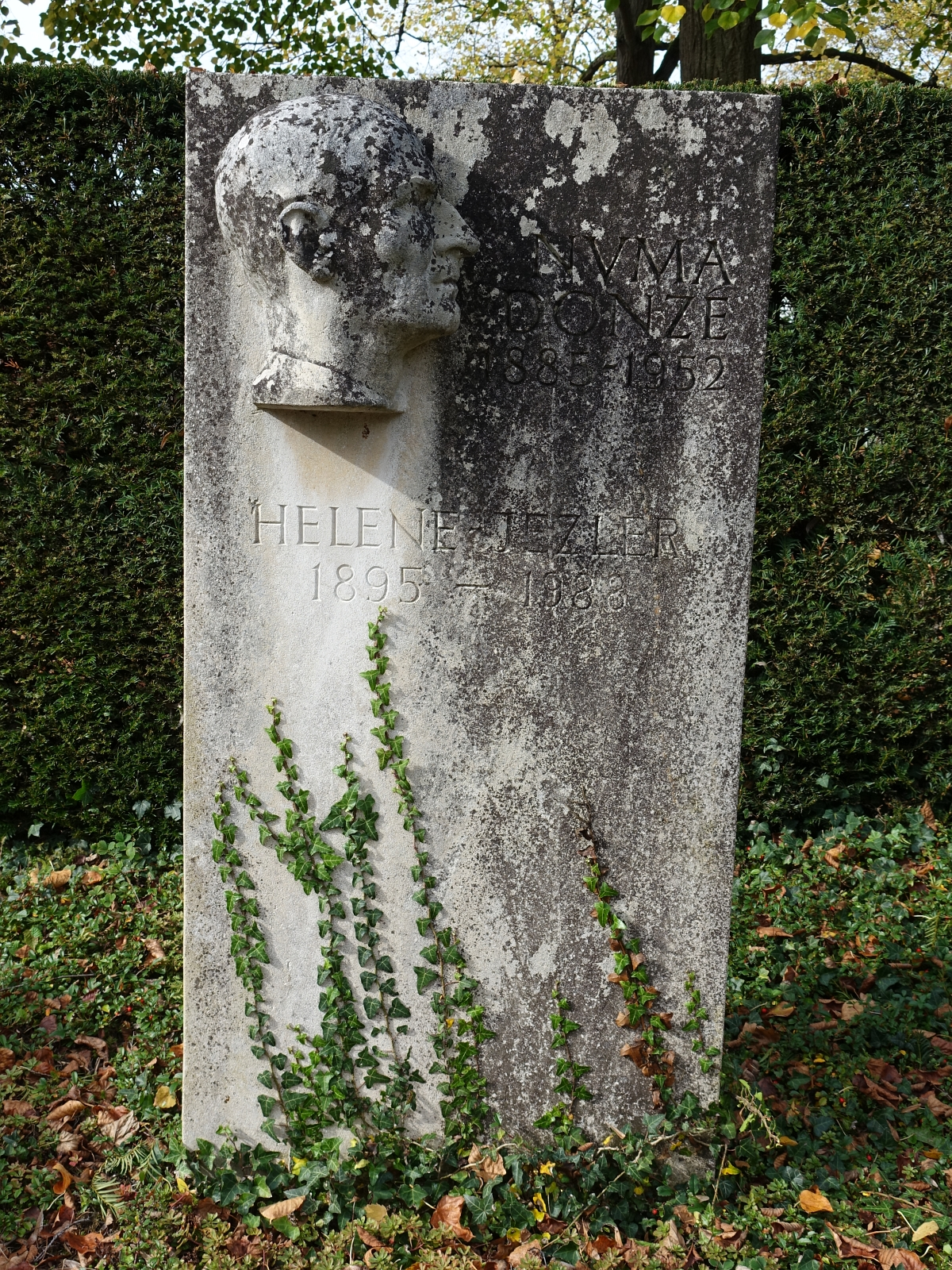
Grab Numa Donzés auf dem Friedhof am Hörnli in Riehen

1926 schuf Donzé das Fresko Weinernte für die Fassade der Rebleutenzunft an der Freien Strasse in Basel. Das 1897 erbaute Zunfthaus wurde 1957 abgebrochen, an seiner Stelle steht heute ein Warenhaus. 1930 malte Jean-Jacques Lüscher das Gruppenbild Sitzung der Basler Kunstkreditkommission, in dem auch Donzé zu sehen ist.
1932 nahm Donzé an der 18. Biennale di Venezia teil. 1919 und 1926 stellte er in der Kunsthalle Basel aus, und 1936 folgte eine grosse Retrospektive. 1954 wurden in einer Gedächtnisausstellung in der Kunsthalle Basel Werke von Donzé und Carl Burckhardt gezeigt. 1979 fand in Riehen eine weitere Gedächtnisausstellung statt. Donzé hat in der Regel seine Bilder signiert, aber sehr selten datiert. Zum Leidwesen seiner Künstlerfreunde und Bewunderer hat Donzé zeitlebens viele Werke, die seinen Ansprüchen nicht genügten, zerstört.
Donzé lebte von 1930 bis 1952 bei seiner Schwester Valerie Brunner-Donzé († 1963) und ihrem Mann in Riehen. In diesem Zeitraum reiste er oft nach Italien, Paris, in die Provence, auf die Balearen, in das Markgräflerland und ins Tessin nach San Nazzaro. Donzé hat auch viele Landschaftsbilder im Baselbiet, das für seine malerische Jura-Landschaft im Oberbaselbiet bekannt ist, gemalt.
Gemeinsam mit seiner langjährigen Freundin Helene Jetzler (1895–1988) fand Donzé seine letzte Ruhestätte auf dem Friedhof am Hörnli in Riehen. Donzés Nachruf hielt sein Künstlerfreund Jean-Jacques Lüscher.

## Werke (Auswahl)
- 1930: Wandbild Basel mit dem Rhein in der Haupthalle, Geschoss F in der ETH Zürich
- 1934: Wandbild Der Winter für die Dreirosenschule in Basel
- 1937: Fresko Hand und Maschine für die Mustermesse in Basel